# Чатануга у пламену
Чатануга у пламену је 22. епизода стрип серијала Кен Паркер објављена у Лунов магнус стрипу бр. 506. У бившој Југославији ју је премијерно објавио Дневник из Новог Сада у јулу 1982. године. Имала је 94 стране и коштала 20 динара. Епизоду је нацртао Ћ. Алесандрини, а сценарио написао Мауризо Мантеро. За насловну страну је узета оригинална Милацова насловница.

## Оригинална епизода
Оригинална епизода објављена је премијерно у Италији у августу 1979. године под насловом Il giorno in cui brucio’ Chattanooga (Dan kada je gorela Čatanuga). Издавач је била италијанска кућа Cepim. Коштала је 500 лира.